# Непорочно сърце Мариино
Непорочно сърце Мариино (на латински: Cor Immaculatum Mariae) е концепция в ритуалите на Римокатолическата църква, обхващаща вътрешния живот на Богородица и най-вече нейната любов към Бог Отец, към Иисус Христос и към цялото човечество. То е традиционен обект на иконографията, като обикновено е изобразявано прободено от седем меча или рани, символизиращи седемте болки на Дева Мария, както и с обвити около него рози, най-често червени или бели.